# Mysella ovata
Mysella ovata är en musselart som först beskrevs av John Gwyn Jeffreys 1881.  Mysella ovata ingår i släktet Mysella och familjen Lasaeidae. Inga underarter finns listade i Catalogue of Life.